# Генерал Тошево (село)
 За града със същото име вижте Генерал Тошево.  
Генерал Тошево е село в Югоизточна България. То се намира в община Тунджа, област Ямбол.

## География
Красививото село Генерал Тошево се намира в подножието на Манастирските възвишения.
Заобиколено е от живописни местности – Пиргуля, Скаличанска гора (Скаличанската курия), Три реки, Аговата гора (Агувата курия) и други.
Язовир „Генерал Тошево“ не функционира.
Традиционни посеви за местността са овощни дървета, житни и маслодайни култури и лозя. Развито е и пчеларството.

## История
Село Генерал Тошево е разположено в полите на Манастирските възвишения. Намира се на 45 км югозападно от град Ямбол.
В официални документи за пръв път селото се споменава с наименованието Талашманлий от видния турски пътешественик Евлия Челеби в книгата му „Пътепис“, който преминава през нашите земи през 1511 г. През това време селото се намирало в местността „Долни юртове“, което е било на пътя, свързващ градовете Русе – Търново – Одрин – Цариград. Поради постоянни нападения от страна на турската еничаро-спахийска войска, населението се изселва и селото се премества източно в подножието на Манастирските възвишения, където през 1700-1720 г. се основава новото с. Талашманлий – Съветниково, където се намира и до настоящия момент. След 1934 г. се преименува в Генерал Тошево.
През 1848 г. е завършено изграждането църквата „Св. Архангел Михаил“, която е съхранена. През 1811 е открито първото училище, където се обучават предимно момчета. През 1835 в селото е донесен екземпляр от „Рибния буквар“ на д-р Петър Берон. За пръв път децата се обучават на български език с български учебник. През 80-те години на XIX век се открива Талашманлийската прогимназия, която била единствената българска прогимназия в цялата Каваклийска околия. Тук са учили децата от Каменна река, Светлина, Градец, Меден кладенец, Савино, Скалица, Овчи кладенец, Синапово, Княжево, Пчела, Миладиновци, Крумово, Тенево, Орлов дол, Доброселец, Орешник, Тополовград, и др. Външните ученици били настанени в пансион, за което били използвани няколко черковни стаи, които били построени близо до училището.
В периода на развитие на българското село се изпитва необходимост от изграждането на места, където населението ще може да провежда срещи, беседи, да съхрани своето духовно и културно наследство, завещано от предците му. На 26.12.1905 г. се създава читалище „Развитие“, което и днес е средище за запазване и развитие на българската култура и традиции. Библиотечният фонд разполага с над 8000 тома литература. Към читалището функционира женска певческа група. Успехите на самодейните състави са достойно оценени през изминалите години, те имат спечелени много награди и отличия при изявите си в общински и национални прегледи и фестивали на българското народно творчество в Ямбол, Генерал Инзово, Бакаджик, Рожен, Копривщица, Петрова нива и др.

## Религии
Източно-православно християнство

## Обществени институции
В селото се намира малък музей, в който са изложени украшения, съдове, носии, картини и снимки от живота в селото преди десетки години.

## Читалище
Читалище „Развитие“ с библиотека Архив на оригинала от 2007-09-29 в Wayback Machine., киносалон, фитнес зала, музей.

## Културни и природни забележителности
Местност „Пиргуля“. При изгрев слънце и при ясно време от връх „Градище“ (местните го наричат Калето) се разгръщат незабравими изгледи от местността. На самия връх има руини от римска крепост, просъществувала и по време на Първото и Второ българско царство до завземането ѝ от османските турци. Имала е важно стратегическо разположение. Крепостта се нарича „Пиргуля“, което произхожда от гръцката дума „Пиргос“ – крепост, кула. В района на крепостта е открито съкровище от византийски сребърни монети от ранното средновековие.

## Редовни събития
Селски събор се провежда всяка година на 2 юни.